# Trevor Meredith
Trevor George Meredith (* 25. Dezember 1936 in Stottesdon) ist ein ehemaliger englischer Fußballspieler. Der Flügelspieler war ab 1964 acht Jahre lang Stammspieler beim Drittligisten Shrewsbury Town. Davor war er beim Erstligisten FC Burnley zwar zumeist nur eine Randfigur gewesen, aber sein Tor zum 2:1-Sieg gegen Manchester City sorgte für die Entscheidung zum Gewinn der Meistermannschaft im Jahr 1960.

## Sportlicher Werdegang
Meredith spielte zunächst in der unterklassigen Southern League bei den Kidderminster Harriers, bevor er im November 1957 nach einem erfolgreichen Probetraining beim Erstligisten FC Burnley anheuerte. Der sportliche Durchbruch in der Profimannschaft blieb jedoch aus und er musste zweieinhalb Jahre auf sein Debüt warten. Zu diesem kam es für den Flügelspieler im April 1960, als John Connelly Nationalmannschaftsverpflichtungen nachzukommen hatte. Insgesamt absolvierte er in der Schlussphase der Saison 1959/60 sieben Spiele, wobei er von Connellys Verletzung „profitierte“. Dabei gelangen ihm drei Tore, wobei in besonderem Maße der Treffer gegen Manchester City nachhaltig in Erinnerung blieb, da das 2:1 die Entscheidung im Kampf um die englische Meisterschaft war. Für eine offizielle Titelmedaille reichte sein Beitrag jedoch nicht und nach Connellys Genesung kehrte Meredith in die Reserveauswahl zurück. Dazu strebte mit Willie Morgan ein vielversprechendes junges Talent auf seiner Position empor, so dass er zum Ende der Saison 1963/64 nach insgesamt lediglich 37 Ligaeinsätzen für die „Weinroten“ und zwei Titeln in der Central League mit der Zweitvertretung zum Drittligisten Shrewsbury Town wechselte.
Im Gegensatz zu seiner Zeit in Burnley war Meredith in Shrewsbury sofort Stammspieler. Insgesamt absolvierte er in acht Jahren 235 Ligapartien, in denen er 41 Tore schoss. Dabei belegte er mit seinen Mannen zumeist einen Mittelfeldrang und die beste Platzierung war in der Saison 1967/68, als der dritte Rang beinahe zum Aufstieg in die zweite Liga gereicht hätte. Im Alter von 35 Jahren beendete er seine Karriere und im Anschluss an seine Sportlerlaufbahn arbeitete er als Lehrer.